# Antigo (Wisconsin, Langlade megye, kisváros)
Antigo kisváros az USA Wisconsin államában Langlade megyében. Lakosainak száma 1369 fő (2020. április 1.).

## Népesség
A település népességének változása:

| 2010 | 1 412 |
| 2020 | 1 369 |